# Consorti dei sovrani di Milano
Vedi anche: Elenco dei governanti di Milano.

## Signore consorti di Milano
Le prime consorti 
I nomi delle mogli e consorti dei primi Della Torre signori di Milano sono ad oggi sconosciute, ad eccezione di Napoleone della Torre che si sa aver sposato Margherita di Baux.
 Visconti, 1277-1302 
| Immagine | Nome            | Padre                   | Nascita | Matrimonio | Diviene consorte       | Cessa di essere consorte | Morte           | Sposa             |
| -------- | --------------- | ----------------------- | ------- | ---------- | ---------------------- | ------------------------ | --------------- | ----------------- |
|          | Bonacossa Borri | Squarcino Borri (Borri) | 1254    | 1269       | 1294 ascesa del marito | 1302 esilio del marito   | 15 gennaio 1321 | Matteo I Visconti |

 Della Torre, 1302-1311 
| Immagine | Nome                   | Padre                       | Nascita | Matrimonio  | Diviene consorte | Cessa di essere consorte                   | Morte                                      | Sposa             |
| -------- | ---------------------- | --------------------------- | ------- | ----------- | ---------------- | ------------------------------------------ | ------------------------------------------ | ----------------- |
|          | Beatrice di Battifolle | Simone Guidi (Guidi)        | 1229    | maggio 1276 | maggio 1276      | 1280 deceduta prima dell'ascesa del marito | 1280 deceduta prima dell'ascesa del marito | Guido della Torre |
|          | Brumifonde Langosco    | Filippo Langosco (Langosco) | -       | 1302        | 1302             | 1311 esilio del marito                     | ?                                          | Guido della Torre |

 Visconti, 1311-1395 
| Immagine | Nome                 | Padre                                       | Nascita | Matrimonio        | Diviene consorte                                | Cessa di essere consorte             | Morte                       | Sposa                  |
| -------- | -------------------- | ------------------------------------------- | ------- | ----------------- | ----------------------------------------------- | ------------------------------------ | --------------------------- | ---------------------- |
|          | Bonacossa Borri      | Squarcino Borri (Borri)                     | 1254    | 1269              | 1311 restaurazione del marito                   | 15 gennaio 1321                      | 15 gennaio 1321             | Matteo I Visconti      |
|          | Beatrice d'Este      | Obizzo II d'Este (Este)                     | 1267    | 24 giugno 1300    | 28 giugno 1322 ascesa del marito                | 5 luglio 1327 deposizione del marito | 1/15 settembre 1334/37      | Galeazzo I Visconti    |
|          | Caterina di Savoia   | Luigi II di Savoia, barone di Vaud (Savoia) | -       | 1/10 ottobre 1330 | 1/10 ottobre 1330                               | 16 agosto 1339 morte del marito      | 18 gennaio 1388             | Azzone Visconti        |
|          | Isabella Fieschi     | Carlo Fieschi (Fieschi)                     | -       | 1318              | 28 giugno 1322/16 agosto 1339 ascesa del marito | dopo il 1331 o dopo il 1349          | dopo il 1331 o dopo il 1349 | Luchino Visconti       |
|          | Violante di Saluzzo  | Tommaso I di Saluzzo (Aleramici)            | -       | 1339              | 1339                                            | 24 gennaio 1349 morte del marito     | 18 gennaio 1388             | Luchino Visconti       |
|          | Valentina Doria      | Bernabò Doria, Signore di Sassello (Doria)  | 1290    | 1318              | 28 giugno 1322 ascesa del marito                | 4 luglio 1337 morte del marito       | 27 agosto 1359              | Stefano Visconti       |
|          | Egidiola Gonzaga     | Filippino Gonzaga (Gonzaga)                 | -       | 1339/1342         | 24 gennaio 1349 ascesa del marito               | 1354                                 | 1354                        | Matteo II Visconti     |
|          | Bianca di Savoia     | Aimone di Savoia (Savoia)                   | 1335/6  | 28 settembre 1350 | 28 settembre 1350                               | 4 agosto 1378 morte del marito       | 31 dicembre 1387            | Galeazzo II Visconti   |
|          | Beatrice della Scala | Mastino II della Scala (Scaligeri)          | 1331/3  | 27 settembre 1350 | 27 settembre 1350                               | 18 giugno 1384                       | 18 giugno 1384              | Bernabò Visconti       |
|          | Isabella di Valois   | Giovanni II di Francia (Valois)             | 1348    | 1360              | 1360                                            | 11 settembre 1372                    | 11 settembre 1372           | Gian Galeazzo Visconti |
|          | Caterina Visconti    | Bernabò Visconti (Visconti)                 | 1361    | 2 ottobre 1380    | 2 ottobre 1380                                  | 1º maggio 1395 divenne duchessa      | 17 ottobre 1404             | Gian Galeazzo Visconti |

## Duchesse di Milano
Visconti, 1395-1447 
| Immagine | Nome                       | Padre                          | Nascita      | Matrimonio        | Diviene consorte                | Cessa di essere consorte          | Morte             | Sposa                  |
| -------- | -------------------------- | ------------------------------ | ------------ | ----------------- | ------------------------------- | --------------------------------- | ----------------- | ---------------------- |
|          | Caterina Visconti          | Bernabò Visconti (Visconti)    | 1361         | 2 ottobre 1380    | 1º maggio 1395 divenne duchessa | 3 settembre 1402 morte del marito | 17 ottobre 1404   | Gian Galeazzo Visconti |
|          | Antonia Malatesta          | Carlo I Malatesta (Malatesta)  | -            | 1408              | 1408                            | 16 maggio 1412 morte del marito   | -                 | Gian Maria Visconti    |
|          | Beatrice Lascaris di Tenda | Guglielmo Lascaris (Lascaris)  | 1372         | 24 luglio 1412    | 24 luglio 1412                  | 13 settembre 1418                 | 13 settembre 1418 | Filippo Maria Visconti |
|          | Maria di Savoia            | Amedeo VIII di Savoia (Savoia) | gennaio 1411 | 24 settembre 1428 | 24 settembre 1428               | 13 agosto 1447 morte del marito   | 22 febbraio 1479  | Filippo Maria Visconti |

- Repubblica Ambrosiana (1447–1450)

 Sforza, 1450-1499 
| Immagine | Nome                  | Padre                                           | Nascita        | Matrimonio      | Diviene consorte                              | Cessa di essere consorte          | Morte            | Sposa                 |
| -------- | --------------------- | ----------------------------------------------- | -------------- | --------------- | --------------------------------------------- | --------------------------------- | ---------------- | --------------------- |
|          | Bianca Maria Visconti | Filippo Maria Visconti (Visconti (illegittima)) | 31 marzo 1425  | 25 ottobre 1441 | 25 marzo 1450 ascesa del marito               | 8 marzo 1466 morte del marito     | 28 ottobre 1468  | Francesco I Sforza    |
|          | Dorotea Gonzaga       | Ludovico III Gonzaga (Gonzaga)                  | 1449           | non celebrato   | promessa sposa 8 marzo 1466 ascesa del marito | 1467                              | 1467             | Galeazzo Maria Sforza |
|          | Bona di Savoia        | Ludovico di Savoia (Savoia)                     | 10 agosto 1449 | 6 luglio 1468   | 6 luglio 1468                                 | 26 dicembre 1476 morte del marito | 23 novembre 1503 | Galeazzo Maria Sforza |
|          | Isabella d'Aragona    | Alfonso II di Napoli (Trastámara)               | 2 ottobre 1470 | 2 febbraio 1489 | 2 febbraio 1489                               | 21 ottobre 1494 morte del marito  | 1º febbraio 1524 | Gian Galeazzo Sforza  |
|          | Beatrice d'Este       | Ercole I d'Este (Este)                          | 29 giugno 1475 | 18 gennaio 1491 | 22 ottobre 1494 ascesa del marito             | 2 gennaio 1497                    | 2 gennaio 1497   | Ludovico Sforza       |

 Valois-Orléans, 1499-1500 
| Immagine | Nome             | Padre                                     | Nascita         | Matrimonio     | Diviene consorte                   | Cessa di essere consorte               | Morte          | Sposa                |
| -------- | ---------------- | ----------------------------------------- | --------------- | -------------- | ---------------------------------- | -------------------------------------- | -------------- | -------------------- |
|          | Anna di Bretagna | Francesco II di Bretagna (Dreux-Montfort) | 25 gennaio 1477 | 8 gennaio 1499 | 6 settembre 1499 ascesa del marito | 5 febbraio 1500 deposizione del marito | 9 gennaio 1514 | Luigi XII di Francia |

 Sforza, 1500 
- Nessuna

 Valois-Orléans, 1500-1512 
| Immagine | Nome             | Padre                                     | Nascita         | Matrimonio     | Diviene consorte                 | Cessa di essere consorte              | Morte          | Sposa                |
| -------- | ---------------- | ----------------------------------------- | --------------- | -------------- | -------------------------------- | ------------------------------------- | -------------- | -------------------- |
|          | Anna di Bretagna | Francesco II di Bretagna (Dreux-Montfort) | 25 gennaio 1477 | 8 gennaio 1499 | 17 aprile 1500 ascesa del marito | 16 giugno 1512 deposizione del marito | 9 gennaio 1514 | Luigi XII di Francia |

 Sforza, 1512-1515 
- Nessuna

 Valois-Angoulême, 1515–1521 
| Immagine | Nome               | Padre                                 | Nascita         | Matrimonio     | Diviene consorte                  | Cessa di essere consorte                | Morte          | Sposa                  |
| -------- | ------------------ | ------------------------------------- | --------------- | -------------- | --------------------------------- | --------------------------------------- | -------------- | ---------------------- |
|          | Claudia di Francia | Luigi XII di Francia (Valois-Orléans) | 14 ottobre 1499 | 18 maggio 1514 | 11 ottobre 1515 ascesa del marito | 19 novembre 1521 deposizione del marito | 20 luglio 1524 | Francesco I di Francia |

 Sforza, 1521–1524 
- Nessuna

 Valois-Angoulême, 1524–1525 
| Immagine | Nome               | Padre                                 | Nascita         | Matrimonio     | Diviene consorte                  | Cessa di essere consorte | Morte          | Sposa                  |
| -------- | ------------------ | ------------------------------------- | --------------- | -------------- | --------------------------------- | ------------------------ | -------------- | ---------------------- |
|          | Claudia di Francia | Luigi XII di Francia (Valois-Orléans) | 14 ottobre 1499 | 18 maggio 1514 | 23 ottobre 1524 ascesa del marito | 20 luglio 1524           | 20 luglio 1524 | Francesco I di Francia |

 Sforza, 1525–1535 
| Immagine | Nome                  | Padre                                 | Nascita       | Matrimonio    | Diviene consorte | Cessa di essere consorte         | Morte            | Sposa               |
| -------- | --------------------- | ------------------------------------- | ------------- | ------------- | ---------------- | -------------------------------- | ---------------- | ------------------- |
|          | Cristina di Danimarca | Cristiano II di Danimarca (Oldenburg) | novembre 1521 | 4 maggio 1534 | 4 maggio 1534    | 24 ottobre 1535 morte del marito | 10 dicembre 1590 | Francesco II Sforza |

 Asburgo, 1540–1700 
| Immagine | Nome                              | Padre                                          | Nascita          | Matrimonio       | Diviene consorte                | Cessa di essere consorte           | Morte            | Sposa                 |
| -------- | --------------------------------- | ---------------------------------------------- | ---------------- | ---------------- | ------------------------------- | ---------------------------------- | ---------------- | --------------------- |
|          | Maria Emanuela del Portogallo     | Giovanni III del Portogallo (Aviz)             | 15 ottobre 1527  | 15 novembre 1543 | 15 novembre 1543                | 12 agosto 1545                     | 12 agosto 1545   | Filippo II di Spagna  |
|          | Maria I d'Inghilterra             | Enrico VIII d'Inghilterra (Tudor)              | 18 febbraio 1516 | 25 luglio 1554   | 25 luglio 1554                  | 17 novembre 1558                   | 17 novembre 1558 | Filippo II di Spagna  |
|          | Elisabetta di Valois              | Enrico II di Francia (Valois)                  | 2 aprile 1545    | 22 giugno 1559   | 22 giugno 1559                  | 3 ottobre 1568                     | 3 ottobre 1568   | Filippo II di Spagna  |
|          | Anna d'Austria                    | Massimiliano II d'Asburgo (Asburgo)            | 1º novembre 1549 | 4 maggio 1570    | 4 maggio 1570                   | 26 ottobre 1580                    | 26 ottobre 1580  | Filippo II di Spagna  |
|          | Margherita d'Austria-Stiria       | Carlo II d'Austria-Stiria (Asburgo)            | 25 dicembre 1584 | 18 aprile 1599   | 18 aprile 1599                  | 3 ottobre 1611                     | 3 ottobre 1611   | Filippo III di Spagna |
|          | Elisabetta di Francia             | Enrico IV di Francia (Borbone)                 | 22 novembre 1602 | 25 novembre 1615 | 31 marzo 1621 ascesa del marito | 6 ottobre 1644                     | 6 ottobre 1644   | Filippo IV di Spagna  |
|          | Maria Anna d'Austria              | Ferdinando III d'Asburgo (Asburgo)             | 24 dicembre 1634 | 25 novembre 1615 | 25 novembre 1615                | 17 settembre 1665 morte del marito | 16 maggio 1696   | Filippo IV di Spagna  |
|          | Maria Luisa d'Orléans             | Filippo I d'Orleans (Orléans)                  | 26 marzo 1662    | 19 novembre 1679 | 19 novembre 1679                | 12 febbraio 1689                   | 12 febbraio 1689 | Carlo II di Spagna    |
|          | Maria Anna del Palatinato-Neuburg | Filippo Guglielmo del Palatinato (Wittelsbach) | 28 ottobre 1667  | 14 maggio 1690   | 14 maggio 1690                  | 1º novembre 1700 morte del marito  | 16 luglio 1740   | Carlo II di Spagna    |

 Borbone, 1700–1706 
| Immagine | Nome                  | Padre                                 | Nascita           | Matrimonio      | Diviene consorte | Cessa di essere consorte                    | Morte            | Sposa               |
| -------- | --------------------- | ------------------------------------- | ----------------- | --------------- | ---------------- | ------------------------------------------- | ---------------- | ------------------- |
|          | Maria Luisa di Savoia | Vittorio Amedeo II di Savoia (Savoia) | 17 settembre 1688 | 2 novembre 1701 | 2 novembre 1701  | 24 settembre 1706 ducato ceduto all'Austria | 14 febbraio 1714 | Filippo V di Spagna |

 Asburgo, 1707–1780 
| Immagine | Nome                                          | Padre                                        | Nascita         | Matrimonio       | Diviene consorte                    | Cessa di essere consorte         | Morte            | Sposa                  |
| -------- | --------------------------------------------- | -------------------------------------------- | --------------- | ---------------- | ----------------------------------- | -------------------------------- | ---------------- | ---------------------- |
|          | Elisabetta Cristina di Brunswick-Wolfenbüttel | Luigi Rodolfo di Brunswick-Lüneburg (Welfen) | 28 agosto 1691  | 1º agosto 1708   | 17 aprile 1711 ascesa del marito    | 20 ottobre 1740 morte del marito | 21 dicembre 1750 | Carlo VI d'Asburgo     |
|          | Francesco I di Lorena                         | Leopoldo I di Lorena (Lorena)                | 8 dicembre 1708 | 12 febbraio 1736 | 20 ottobre 1740 ascesa della moglie | 18 agosto 1765                   | 18 agosto 1765   | Maria Teresa d'Austria |

 Asburgo-Lorena, 1780–1796 
| Immagine | Nome                             | Padre                                              | Nascita          | Matrimonio     | Diviene consorte                   | Cessa di essere consorte             | Morte          | Sposa                         |
| -------- | -------------------------------- | -------------------------------------------------- | ---------------- | -------------- | ---------------------------------- | ------------------------------------ | -------------- | ----------------------------- |
|          | Maria Luisa di Spagna            | Carlo III di Spagna (Borbone)                      | 24 novembre 1745 | 5 agosto 1765  | 20 febbraio 1790 ascesa del marito | 1º marzo 1792 morte del marito       | 15 maggio 1792 | Leopoldo II d'Asburgo-Lorena  |
|          | Maria Teresa di Napoli e Sicilia | Ferdinando IV di Napoli e Sicilia (Borbone-Napoli) | 6 giugno 1772    | 15 agosto 1790 | 1º marzo 1792 ascesa del marito    | 9 maggio 1796 deposizione del marito | 13 aprile 1807 | Francesco II d'Asburgo-Lorena |

- Repubblica Transpadana (1796–1797)
- Repubblica Cisalpina (1797–1799)

 Asburgo-Lorena, 1799–1800 
| Immagine | Nome                             | Padre                                              | Nascita       | Matrimonio     | Diviene consorte                        | Cessa di essere consorte              | Morte          | Sposa                         |
| -------- | -------------------------------- | -------------------------------------------------- | ------------- | -------------- | --------------------------------------- | ------------------------------------- | -------------- | ----------------------------- |
|          | Maria Teresa di Napoli e Sicilia | Ferdinando IV di Napoli e Sicilia (Borbone-Napoli) | 6 giugno 1772 | 15 agosto 1790 | 29 aprile 1799 restaurazione del marito | 29 aprile 1800 deposizione del marito | 13 aprile 1807 | Francesco II d'Asburgo-Lorena |

- Repubblica Cisalpina (1800–1802)
- Repubblica Italiana (1802–1805)
- Regno d'Italia (1805–1814); Vedi anche: Elenco delle regine consorti d'Italia
- Regno Lombardo-Veneto (1815–1859/66); Vedi anche: Elenco delle regine consorti del Lombardo-Veneto

## Amanti dei Duchi di Milano

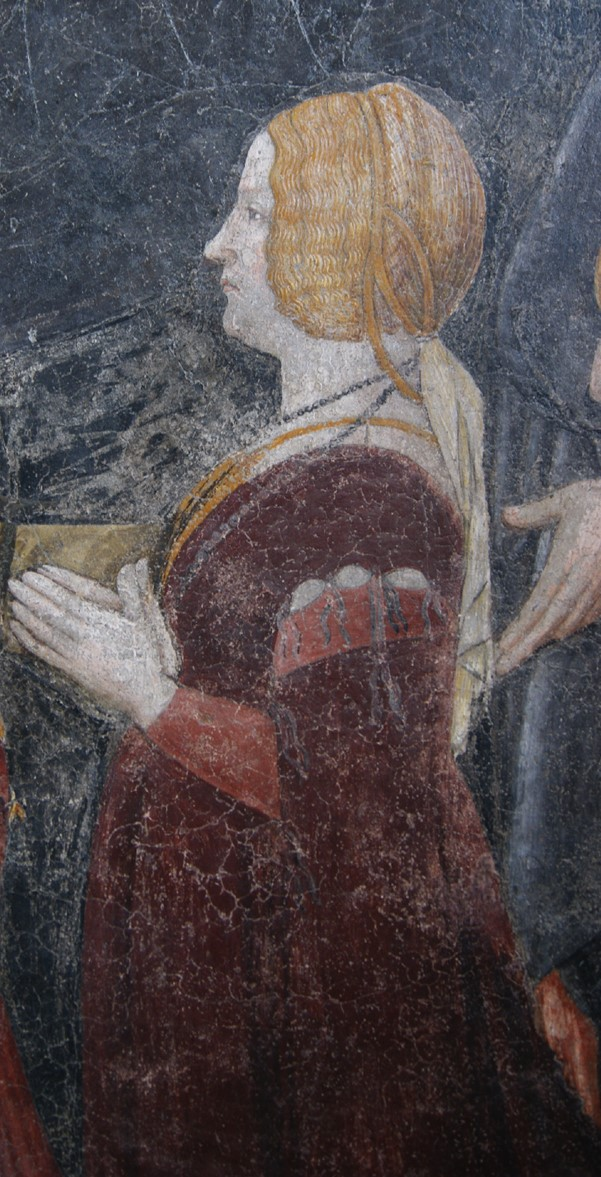
Lucia Marliani (1455–1522)
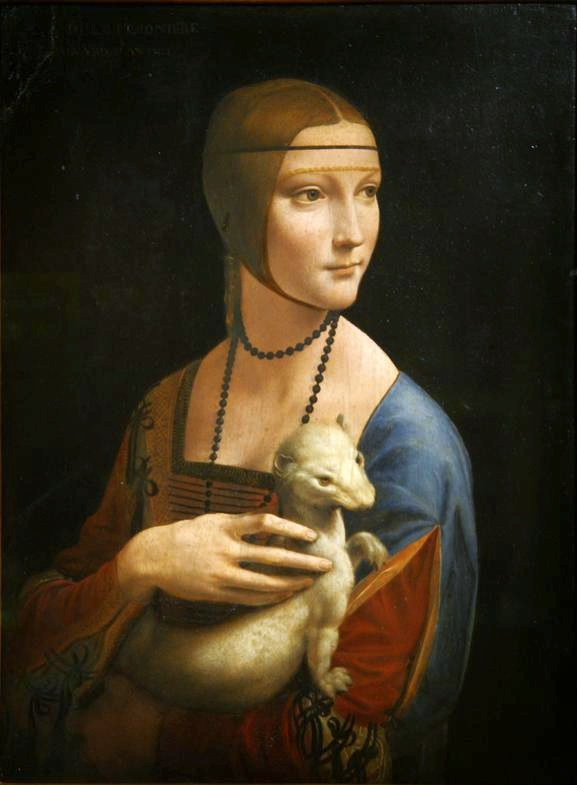
Cecilia Gallerani (1473–1536)
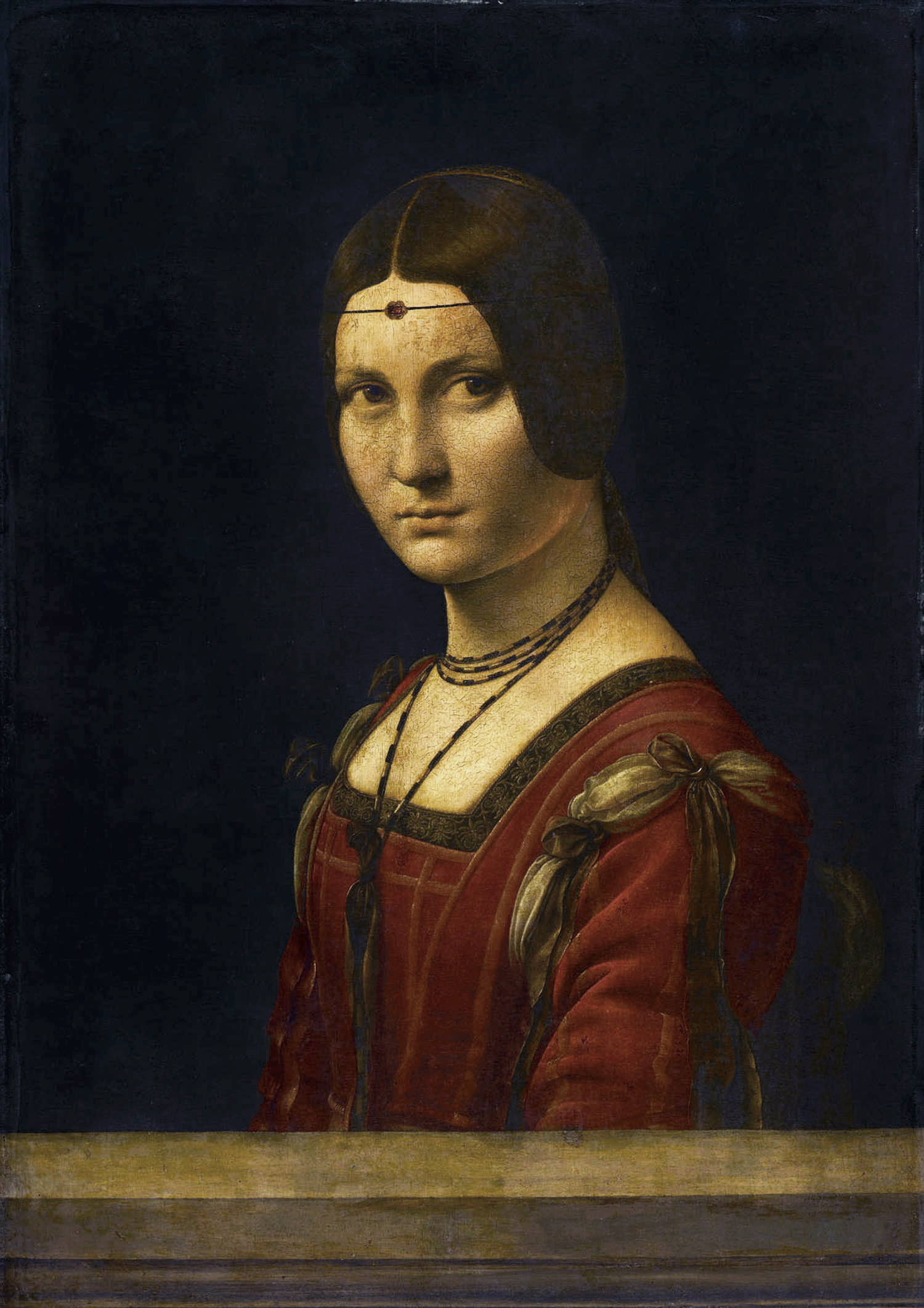
Lucrezia Crivelli (1452-1508)
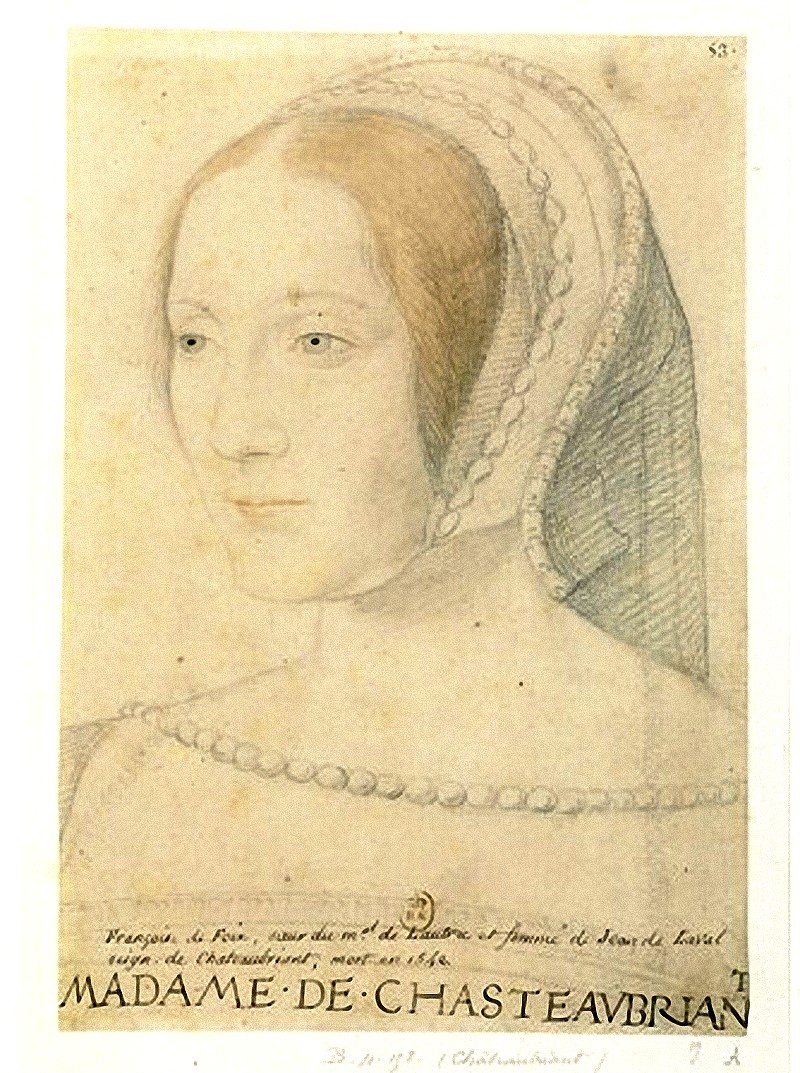
Françoise de Foix (1485-1537)
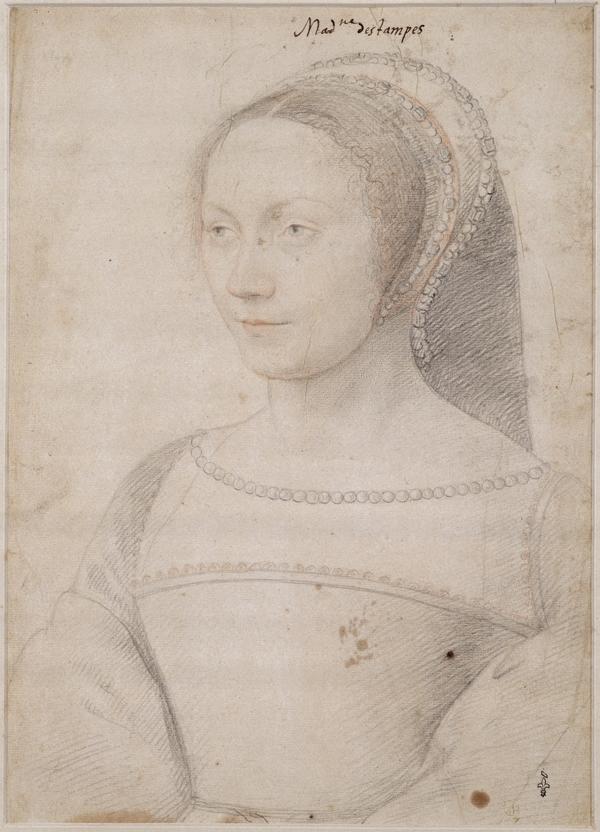
Anne de Pisseleu d'Heilly (1508-1580)
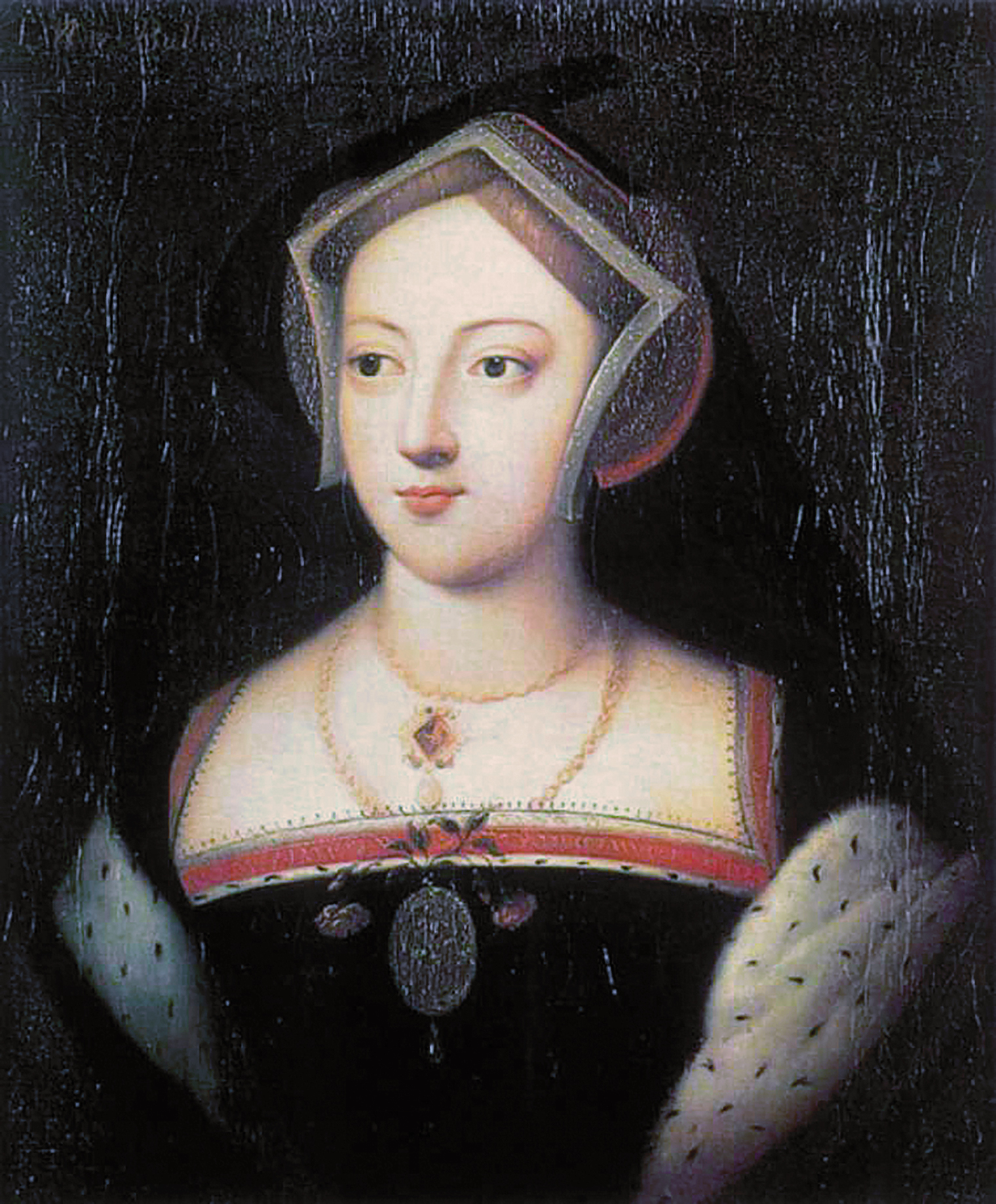
Mary Boleyn (1499–1543)
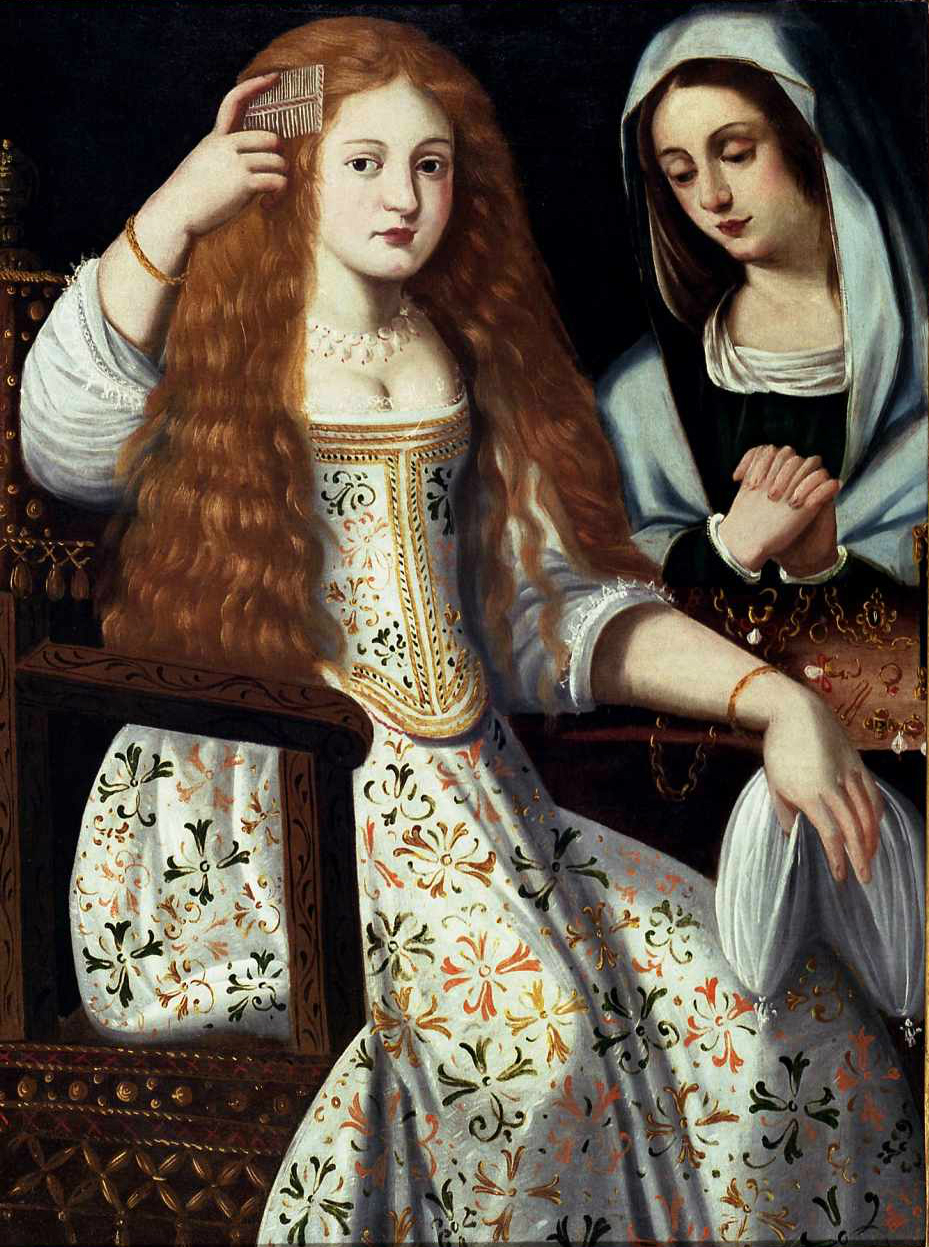
María Inés Calderón (1611-1646)